# Droga krajowa B287 (Niemcy)
Droga krajowa 287 (niem. Bundesstraße 287, B 287) – niemiecka droga krajowa w Bawarii. Ma początek w Münnerstadt, a kończy się w Hammelburgu. Przebiega jeszcze przez miasta Bad Kissingen oraz Nüdlingen.